# Proceratosaurus
 Proceratosaurus  ist eine Gattung theropoder Dinosaurier aus der Gruppe der Coelurosauria. Dieser Gattung gehört lediglich die Typusart Proceratosaurus bradleyi an.

## Merkmale

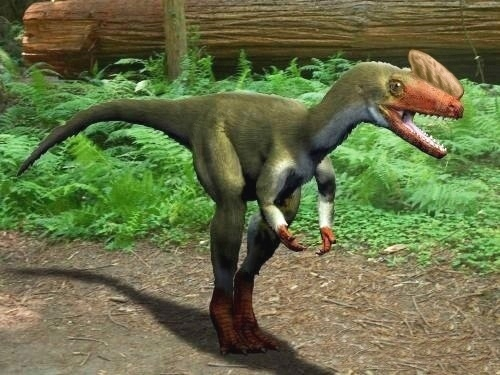
Lebendrekonstruktion

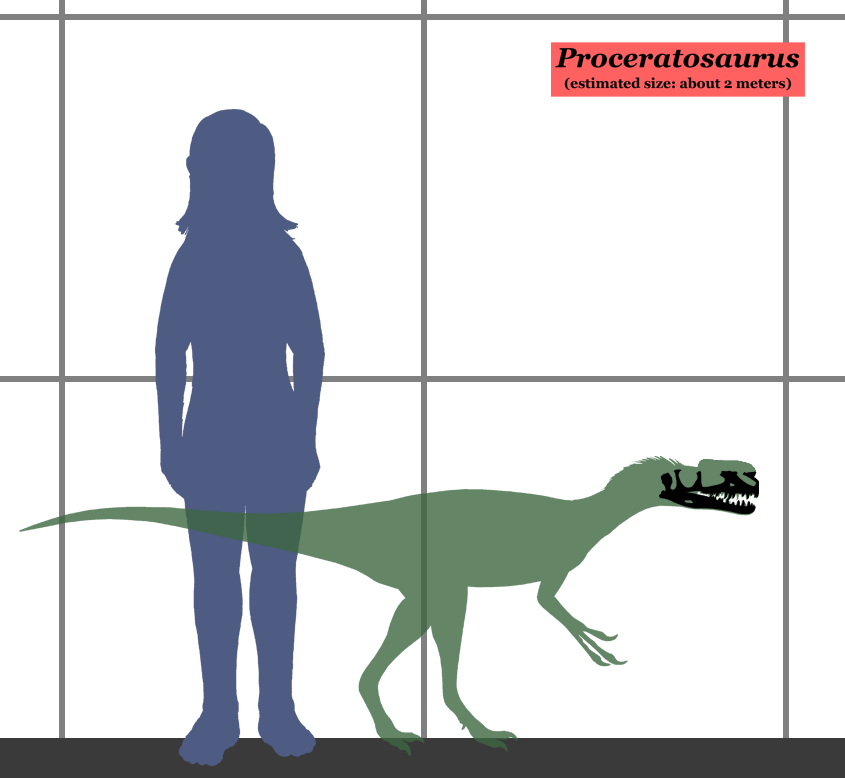
Größenvergleich zum Menschen

Proceratosaurus war ein kleiner, leichtgebauter, etwa drei Meter langer bipeder Fleischfresser.
Bisher ist nur ein Schädel mit Kieferknochen bekannt, der aus mitteljurassischen Schichten (Bathonium) des Great Oolite in Gloucestershire, England, stammt. Zwar ist das Schädeldach sehr unvollständig, trotzdem wurde eine Kopfverzierung nachgewiesen. Meistens wird ein kleines Horn vermutet, das über den Nasenlöchern saß – es könnte sich jedoch auch um einen Kamm handeln, wie er etwa bei Monolophosaurus vorkommt. Der Schädel ist insgesamt leicht gebaut.
Die Zähne der vorderen Kieferhälfte sind deutlich kleiner und kegelförmiger geformt als die Zähne der hinteren Kieferhälfte; das gleiche Merkmal findet sich sonst nur bei dem nordamerikanischen Coelurosaurier Ornitholestes.

## Systematik
Ursprünglich wurden die Fossilien im Jahr 1910 von Arthur Smith Woodward Megalosaurus zugeschrieben, er nannte das Tier Megalosaurus bradleyi. Im Jahr 1926 schrieb Friedrich von Huene die Knochen einer eigenen Gattung innerhalb der Ceratosauria zu, die er Proceratosaurus nannte. Proceratosaurus bedeutet etwa „vor dem gehörnten Saurier“, da von Huene das Tier für einen Vorläufer des Ceratosaurus hielt, welcher ebenfalls ein Nasenhorn trug. Spätere phylogenetische Untersuchungen haben jedoch eine Zugehörigkeit zu den Coelurosauria ergeben – er könnte mit Ornitholestes hermanni näher verwandt sein (Paul, 1988). Zusammen mit Gasosaurus constructus ist er damit der geologisch älteste bekannte Repräsentant dieser Gruppe. Nach einer neuen Untersuchung ist Proceratosaurus der älteste Angehörige der Tyrannosauroidea.
Gregory S. Paul schrieb dieser Gattung 1988 einen Gehirnschädel (Neurocranium) zu, der als Piveteausaurus divesensis bekannt ist, und benannte die neue Art Proceratosaurus divesensis. Die phylogenetische Einordnung von Piveteausaurus ist jedoch umstritten, und die These einer näheren Verwandtschaft mit Proceratosaurus wird von den meisten Forschern angezweifelt.